# Ethe
Ethe (en gaumais : Yéte ou Éte) est une section de la ville belge de Virton située en Région wallonne dans la province de Luxembourg. C'était une commune à part entière avant la fusion des communes de 1977.
Elle est, entre autres, tristement célèbre pour la bataille d'Ethe qui s'y est déroulée le 22 aout 1914 et les atrocités qui s'ensuivirent lors de la bataille des Frontières, entre l'armée française et l'armée impériale allemande au début de la Première Guerre mondiale.

## Géographie
Situé en Gaume, le village jouxte celui de Belmont. On pourrait croire qu'Ethe et Belmont ont toujours été réunis, mais il n'en est rien. Les deux entités ont constitué deux mairies distinctes sous l'Ancien Régime, ce qui explique le monopole des habitants de Belmont sur les aisances des « Aunous » assorti d'une clé de répartition pour permettre aux voisins de les utiliser aussi, ce qui peut expliquer les tensions qui ont longtemps persisté entre les uns et les autres, jusqu'à la Seconde Guerre mondiale (deux clubs de football et des derbies acharnés).

## Démographie
Au début du XIXe siècle, la localité, qui englobe aussi Belmont, Hamawez et Gévimont, compte un bon millier d'habitants.

### Évolution démographique
- Source: recensements population INS

## Histoire

### Moyen Âge
Dans une charte de l’an 996, on remarque les concessions de l'empereur Otton III du Saint-Empire à deux localités, dont Eth, qui est vraisemblablement Ethe près de Virton, du droit de battre monnaie.
Quelques lettres parlent d’Ethe et de ses habitants au Moyen Âge :

Blason d’Arnoul V de Looz, comte de Chiny.

« 1489 1300. Lettres de René, duc de Lorraine, fort corrompues et pourries, par lesquelles, sur la requeste des manans et habitans de la communauté d'Ethe pour avoir confirmation de leurs chartes et privilèges à eux accordées par Arnoul, comte de Chiny  et de Loz, et Guillaume et Jean. enfans de feu Willemet de Lus, en datte du mardi devant Pasques fleury 1300, insérées ausdites lettres, ledit duc ratifie et approuve en sa ville de Nancy, le 18 jour decembre, l'an 1489. Signé René. Le sceau n'y est plus. »

« 1300. Lettres d’Arnoul, comte de Chiny  et de Loz , et de Guillaume et Jean, enfans de feu Willemet de Lus, par lesquelles ils mettent et jurent leur ville d'Ethe et tous les bourgeois qui y sont et y viendront, et tout le ban, à la loy et franchise de Beaumont, sauf le droit de l'église, de leurs francs-hommes et ce qu'ils y retiennent, sçavoir: ledit comte vi jours de terre pour un gagnage, dont il en a pris 40 au ban d'Ethe et 80 au ban de Homaweys, et lesdits Guillaume et Jean y retiennent 60 jours de terre pour un gagnage audit ban d'Ethe, y retiennent le siège d'une maison en la courtière dessous Ethe; les habitans dudit Ethe prendront loy et conseil à Montmédy, comme les autres neufvilles de la comté de Chiny, et chaque bourgeois payera aux seigneurs du lieu deux poulles par an pour les aisances des bois, le cours et le pâturage de leurs bestes qu'ils leur ont octroyé dans leurs bois, comme les autres neufvilles de lu prévosté de Virton; lesdits seigneurs retiennent leurs estes et chevauchées, quand ils en auront besoing, en leur faisant sçavoir; leur donne pour leur aisance son bois de Spurton suivant les limites déclarez lèsdites chartes; et s'il arrive que lesdits seigneurs facent neufville à  Homaweys ou au ban, ceux de ladite ville auront leurs aisances aux bois d'Ethe, et les bourgeois d'Ethe aux bois de Homaweys, et lesdits bourgeois d'Ethe ne pourront aller demeurer ny à Muscey-la-Ville, ny à Béliers, ny à Goumerey, ny à la Tour, et s'ils y alloient, ce qu'ils auraient d'héritage à Ethe appartiendroit au maire et eschevin, pour donner à ceux qui y demeureroient; nul ne pourra jouir de ladite franchise ny d'héritage, s'il n'est bourgeois et n'acquitte ce que doit l'héritage; le terrage se prendra aux champs comme des autres neufvilles; s il arrive qu'aucuns dcsdits bourgeois courent hors des bans à cry ou à hahay pour recouvrir ce qu'on luy aurait pris, le seigneur ne doit l'empescher; les mesures de vin, de miel et de tout ce qu'on tire à broche, les aulnes, les poids, les balances seront comme celles de Beaumont; les mesures de sel, de bled et de touttes semences seront comme celles de Virton; on moudra au moulin au 24e, et on cuira au four comme la loy de Beaumont le porte; tous les bons poins et bonnes coustumes que les maires, eschevins et prudhommes de ladite ville y pouront establir et aux bans, pour l'augmenter et l’accroistre, ils le pouront faire sans . . . , les droitures des seigneurs gardées. Toutte laquelle loy et franchises lesdits seigneurs jurent sur les évangilles; et d'autant que lesdits Guillaume et Jean n'ont point de sceau, ils ont prié dom Jean, abbé de Chastillon, de mettre le sien avec celuv du comte. Fait l'an 1300, le mardy avant Pasques fleury, en mars. Scellé de deux sceaux, le premier en cire blanche, un homme à cheval, armé de touttes pièces, l'espée haute, l'escu et le caparaçon aux armes de Loz et de Chiny my-parties; le deuxième sceau de l'abbé n'y est pas. Avec lesdites lettres y est jointe une copie, en papier, non signée.  »

### Période belge
Ethe a beaucoup souffert de l'invasion des révolutionnaires français en 1794 qui installent des collaborateurs à la tête de la commune, comme Peltier et Galand. Le village fut incendié, sans église (les offices ont lieu dans une grange jusqu'en 1830), sans école (une salle en tient lieu pour plus de soixante enfants à la bonne saison, le double en hiver), sans presbytère, sans mairie.. Avec la défaite de Napoléon Bonaparte à lors de la bataille de Waterloo le 18 juin 1815 et l'arrêt du commerce avec la France, les foires nouvellement installées aux limites d'Ethe et de Belmont périclitent.
En 1819, les professions exercées par les habitants de Belmont en litige avec Ethe sont celles de manouvrier, cultivateur (citées trois fois chacune), charbonnier (deux fois), forgeron et tisserand, ce qui confirme l'ancrage rural du village. Les relations avec les maîtres de forge de Laclaireau et de Pierrard ne sont pas bonnes. Si les premiers se liguent à l'occasion des ventes de bois pour éviter que les prix ne s'envolent au profit de la municipalité et abîment les chemins dont la restauration est coûteuse, les seconds portent préjudice au meunier de Belmont en modifiant à leur convenance le débit de la rivière... Les incendies constituent une menace permanente, ce qui explique les mesures prises, très tôt (1823), par les autorités politiques pour les combattre, mais cela n'empêchera pas ceux de 1832 et 1843 qui se propagent en raison des toitures en paille.
La situation empire en 1841 et 1842 lors d'étés trop secs qui conduisent à la pénurie de fourrage. La vie est chère et la misère s'installe. À côté de l'agriculture, un peu d'élevage et quelques industries: l'extraction de la marne au « Cron », de pierre à bâtisse au « Vallon des bourriques » et de chaux au « Chenois ». 

### Première guerre mondiale
Le 22 aout 1914 a lieu la bataille d'Ethe, qui fait partie des événements militaires du 22 août 1914 et de la bataille des Frontières, entre l'armée française et l'armée impériale allemande. Le 23 août 1914, les 46e, 47e, 50e et 6e régiments d'infanterie de l'armée allemande y passent 218 civils par les armes et y détruisent 256 maisons, lors des atrocités allemandes commises au début de l'invasion.
Une asbl nommée Sur les pas de la Mémoire, Ethe-Virton a été créée afin de commémorer ces évènements.

### Période moderne
Lors de la fusion des communes de 1977, Ethe est rattachée à la ville de Virton et cesse d'être une commune.

## Liste des bourgmestres de 1830 à 1977
- Elie Deworme, de 1964 à 1972, (PSB).

## Économie

### Transports
Le village est traversé par la route nationale 82 reliant Arlon et Virton. Le projet de provincialiser cet axe de circulation voit le jour en 1827 alors que la Belgique n'existe pas et qu'Ethe fait partie du royaume uni des Pays-Bas. Il fera long feu en raison des lenteurs d'autres communes pour le concrétiser. Au début du XIXe siècle, il existe trois chemins de grande communication, en direction de Gomery, Latour et Croix-Rouge (ce dernier de nouveau encombré par la forêt en 1837); tous les autres sont répertoriés comme de simple communication (tel ceux de Laclaireau et du moulin de Belmont) et, plus nombreux, seize, sont qualifiés d'exploitation rurale. Les autorités locales se montrent conscientes de la situation du village en soutenant les projets de liaison routière Habay - Virton (1824), Habay - Corne du bois des pendus - Bastogne, 1824 - 1830), Croix-Rouge - Tintigny pour éviter le détour par Étalle (1836) et Virton - Montmédy (1842).

## Personnalités liées à Ethe
- Camille de Briey y est mort.
- Albert Hustin y est né.
- Charles-Émile Bertin, capitaine y fut grièvement blessé.
- Julien Pouchois, coureur cycliste, y a été blessé en 1914.